# Sebastian Pini
Sebastian Pini (* 1967 in Brüssel) ist ein deutscher politischer Beamter. Er war von 2009 bis Januar 2012 Staatssekretär im saarländischen Ministerium für Gesundheit und Verbraucherschutz.

## Leben und Beruf
Nach dem Schulabschluss an der Europäischen Schule in Brüssel studierte Pini deutsches und französisches Recht an den Universitäten in Saarbrücken und in Straßburg. Er schloss mit der 1. juristischen Staatsprüfung und dem „Maitrise en Droit“ ab. Den juristischen Vorbereitungsdienst absolvierte er im Bezirk des Oberlandesgerichtes Zweibrücken und war im Anschluss als Berater für eine israelische Telekommunikations- und Computergesellschaft tätig.
Sebastian Pini ist verheiratet und hat zwei Kinder.

## Politik
Während des Studiums engagierte er sich in der Liberalen Hochschulgruppe an der Universität des Landes, später übernahm er den Vorsitz der Jungen Liberalen Saar. Innerhalb der Partei übernahm er verschiedene Führungspositionen, so war er u. a. Mitglied des Landesvorstandes der FDP/DPS. Am 28. September 2012 trat er öffentlich aus der FDP aus. Am 9. Januar 2013 gab die Saarbrücker Zeitung bekannt, dass Pini in die Saarland SPD eingetreten ist. Seiner Ansicht nach habe sich die FDP bei den Inhalten zu engspurig aufgestellt. Er hoffe, dass die Liberalen wieder ihren Kompass finden und zu Werten wie Freiheit, Gerechtigkeit und Solidarität finden. In dieser Frage habe die SPD aus seiner Sicht den besseren Kompass. „Deswegen habe ich den Weg zur SPD gefunden und freue mich, dort aufgenommen worden zu sein.“
Im Rahmen des Regierungswechsels nach der Landtagswahl 2009 wurde Pini zum Staatssekretär im von Georg Weisweiler geführten Ministerium für Gesundheit und Verbraucherschutz des Saarlandes ernannt. Nach dem Scheitern der Koalitionsregierung aus CDU, FDP und den Grünen wurde Pini am 18. Januar 2012 in den vorläufigen Ruhestand versetzt. 

## 1. FC Saarbrücken
Nach seiner Zeit als Staatssekretär wurde Pini 2012 Geschäftsführer für Marketing und im November 2014 Vizepräsident beim 1. FC Saarbrücken. Am 10. März 2015 trat er mit sofortiger Wirkung zurück. Er erklärte, den Verein vor Schaden bewahren zu wollen, nachdem der gegen ihn erhobene Vorwurf einer Erpressung bzw. Nötigung bekannt wurde, den er allerdings ausdrücklich verneinte.